# Praça Minas Gerais
A Praça Minas Gerais localiza-se no centro do município de Mariana e faz parte do patrimônio cultural do estado de Minas Gerais. É cercada por importantes monumentos históricos do período colonial, fez parte da rota do ouro e é um importante ponto turístico do município.

## História
Localizada no cruzamento das ruas Dom Silvério e São Francisco, ocupa um dos terrenos mais elevados do município. É rodeada pelo conjunto arquitetônico formado pela Casa da Câmara e Cadeia, Igreja São Francisco Assis e a Igreja Nossa Senhora do Carmo.
Cenário do período barroco brasileiro do século XVIII, o espaço fez parte da rota do ouro, que foi descoberto ali perto no Ribeirão do Carmo. A praça era onde a administração econômica dessa atividade era exercida e lugar estratégico do poder de fiscalização onde a coroa portuguesa dominava toda a situação.

## Arquitetura

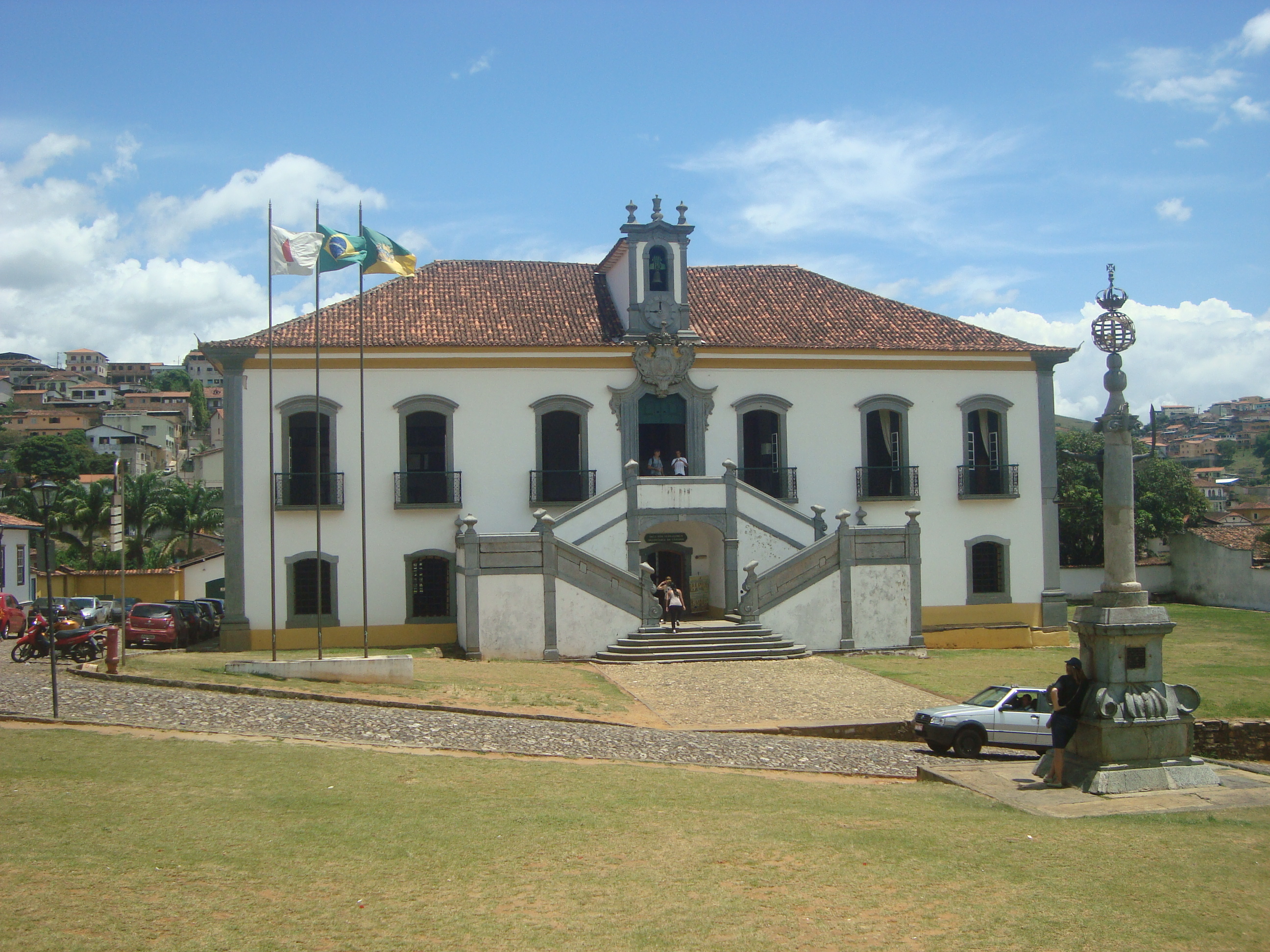
Praça Minas Gerais: Câmara de Casa e Cadeia e Pelourinho.

O entorno da Praça Minas Gerais é marcado por três imponentes construções barrocas: 
- Igreja de São Francisco de Assis – construção iniciada em 1763 e concluída em 1794
- Igreja Nossa Senhora do Carmo – construção iniciada em 1784, e em 20 de janeiro de 1999 sofreu um incêndio.
- Prédio da Câmara Municipal de Mariana (antiga Casa de Câmara e Cadeia) – todo em alvenaria, o prédio conserva a estrutura que já foi destinada à senzala, casa de fundição de ouro e cadeia no andar de baixo e Fórum e Prefeitura Municipal no andar de cima. Na época, símbolo de poder e autonomia municipal.

Ao centro, encontra-se o pelourinho construído em 1970 (o pelourinho original foi executado por José Moreira Matos em 1750 e demolido em 1870), símbolo de poder do Estado e lugar de punições públicas para criminosos ou escravos. Era também o local onde eram lidos os editais públicos e anunciadas as notícias de Portugal. Sua estrutura de pedra apresenta, atualmente, em sua composição o brasão da Coroa portuguesa, uma balança para simbolizar a justiça, um globo que representa as conquistas marítimas, uma espada que significa a condenação e uma pequena cruz representando a religião católica que deliberava e justificava os poderes do Rei. Tal organização espacial coloca lado a lado o poder religioso e o civil, as esferas de poder que controlavam a vida das pessoas naquela época.

## Urbanismo

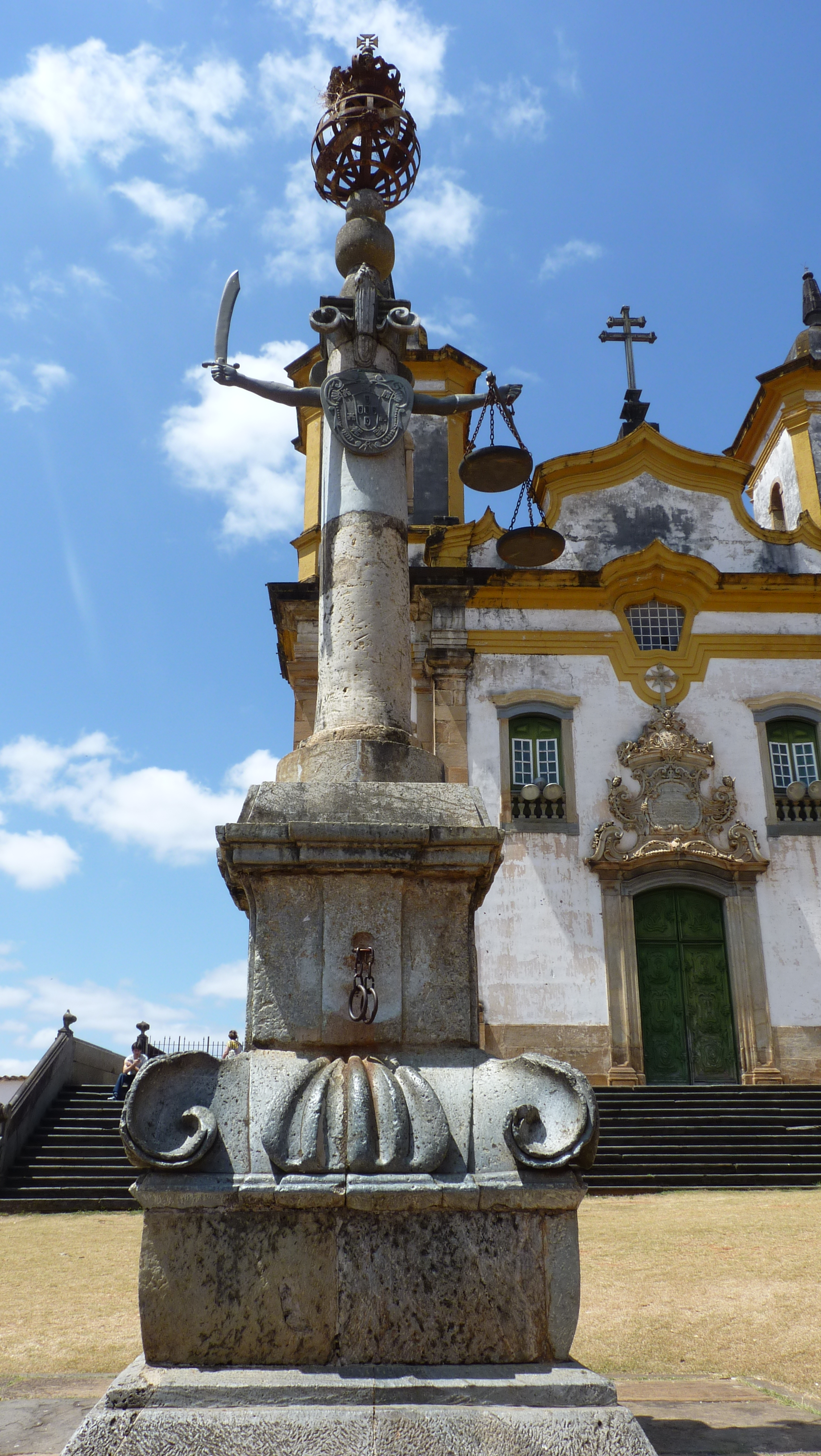
Praça Minas Gerais: Pelourinho.

Segundo o professor catedrático da Faculdade de Arquitetura da Universidade Técnica Manuel C. Teixeira, existia no período colonial a preocupação de articular o traçado das ruas com a localização de edifícios notáveis, tirando partido da sua arquitetura mais elaborada, tornando-os pontos de referência na estrutura da cidade e elementos estruturantes na definição das hierarquias dos espaços urbanos. É então que as praças aparecem como locais de articulação urbanística e arquitetônica, reunindo as principais instituições da cidade.
O traçado urbanístico da praça é então marcado pela sua formalidade racional:
Uma das vias transversais, localizada mais ou menos a meio do percurso longitudinal, liga-se muitas vezes ao castelo ou à casa do capitão, situada num morro proeminente, e torna-se a via transversal mais importante. No cruzamento da via longitudinal primitiva e desta transversal desenvolve-se habitualmente uma praça. De uma forma gradual, estrutura-se deste modo um sistema de duas vias principais cruzando-se um ângulo reto, com uma praça no seu cruzamento. Trata-se da estrutura urbana básica que os romanos haviam racionalizado e geometrizado. Esta praça transforma-se muitas vezes na praça da igreja matriz. A casa de câmara e cadeia, ou se implanta no primitivo ponto defensivo da cidade, ou se vai localizar nesta praça, que assume assim por vezes uma dupla função cívica e religiosa ou se implantará noutro local da cidade. Nestes casos, uma nova praça se desenvolverá em torno desta função cívica. Outras igrejas, outros edifícios singulares surgem espalhados pela malha urbana, gerando outras praças” (TEIXEIRA, MANUEL C.).
Percebe-se que o espaço urbano barroco é marcado por três princípios: a perspectiva, a linha reta e a uniformidade, princípios do racionalismo com traços geométricos.

## Descrição
A praça tem uma forma retangular, delimitada pelas ruas Dom Silvério e São Francisco e situa-se num plano mais elevado que as outras duas praças históricas de Mariana (Praça Gomes Freire e Praça Cláudio Manuel).

## Visitas
Hoje a praça é um importante ponto turístico do município. A Casa de Câmara de Mariana continua ainda hoje como espaço das reuniões ordinárias. A igreja de São Francisco de Assis está fechada para visitação e a Igreja Nossa Senhora do Carmo está aberta todos os dias e conta com ajuda voluntária dos visitantes para sua preservação.